# Beach (Dakota Północna)
Beach – miasto w Stanach Zjednoczonych, w stanie Dakota Północna, stolica hrabstwa Golden Valley. W 2008 liczyło 933 mieszkańców.